# Château-Larcher
Pour les articles homonymes, voir Château (homonymie) et Larcher.
Château-Larcher est une commune du centre-ouest de la France, située dans le département de la Vienne  en région Nouvelle-Aquitaine.

## Géographie
Pour sa superficie, la commune de Château-Larcher est au 11 953e rang national et 199e rang dans le département de la Vienne.

### Localisation
Le village est dominé par les ruines d'un château fort.
Château-Larcher se situe non loin de l'ancienne voie romaine Pictavia, qui permettait de relier Poitiers à Civray.
Le territoire de la commune de Château-Larcher est généralement élevé. Il s'étend sur un plateau entre la Vienne et le Clain et il est coupé dans toute sa longueur par la vallée sinueuse de la Clouère. Il est limité, en bordure ouest, par la vallée du Clain qu'il surplombe et en limite est par la vallée de l'Arceau vers laquelle, il plonge.
Le bourg est situé à 18 km au sud-ouest de Poitiers, à 56,4 km de Niort et à 77 km d'Angoulême.

### Communes limitrophes
|         | Aslonnes        |        |
| Vivonne | Château-Larcher | Marnay |
|         |                 |        |

### Géologie et relief
Le paysage de la commune est ainsi formé de plaines vallonnées plus ou moins boisées et de vallées. 79 % de son territoire est dévolu à l'agriculture, 18 % à des forêts et à des milieux semi-naturels, le reste, soit 3 %, est bâti (maisons, routes, emprises d'entreprises...).

### Hydrographie
La commune est traversée par 6,7 km de cours d'eau dont le principal est la Clouère,sur une longueur de 6,2 km. La  Clouère  est un affluent du Clain qui traverse lui-même, le territoire communal sur une longueur de 0,5 km. Le village est situé sur un éperon que ceinture une boucle de la Clouère. Elle a un débit capricieux qui peut provoquer des inondations l’hiver ou en début de printemps, comme en 1982, 1993, 1995, 1999,  2010 ou en 2012-2013.

### Climat
Pour des articles plus généraux, voir Climat de la Nouvelle-Aquitaine et Climat de la Vienne.
Historiquement, la commune est exposée à un climat océanique du nord-ouest.  
En 2020, Météo-France publie une typologie des climats de la France métropolitaine dans laquelle la commune est exposée à un climat océanique altéré et est dans la région climatique  Poitou-Charentes, caractérisée par un bon ensoleillement, particulièrement en été et des vents modérés.
Pour la période 1971-2000, la température annuelle moyenne est de 11,9 °C, avec une amplitude thermique annuelle de 15,1 °C. Le cumul annuel moyen de précipitations est de 750 mm, avec 11,8 jours de précipitations en janvier et 6,8 jours en juillet. Pour la période 1991-2020, la température moyenne annuelle observée sur la station météorologique la plus proche, située sur la commune de La Ferrière-Airoux à 12 km à vol d'oiseau, est de 12,4 °C et le cumul annuel moyen de précipitations est de 762,1 mm,. Pour l'avenir, les paramètres climatiques de la commune estimés pour 2050 selon différents scénarios d’émission de gaz à effet de serre sont consultables sur un site dédié publié par Météo-France en novembre 2022.

### Voies de communication et transports
La gare ferroviaire la plus proche est celle de Poitiers. Toutefois, des haltes ont lieu aux gares de Vivonne située à 4 km ou d'Iteuil-Centre située à 7,6 km.
Les aéroports les plus proches de Château-Larcher sont :
- l'aéroport international Angoulême-Cognac à 78 km ;
- l'aéroport de Poitiers-Biard à 18,4 km ;
- l'aérodrome de Niort - Souché à 52 km.

## Urbanisme

### Typologie
Au 1er janvier 2024, Château-Larcher est catégorisée commune rurale à habitat dispersé, selon la nouvelle grille communale de densité à sept niveaux définie par l'Insee en 2022.
Elle est située hors unité urbaine. Par ailleurs la commune fait partie de l'aire d'attraction de Poitiers, dont elle est une commune de la couronne,. Cette aire, qui regroupe 97 communes, est catégorisée dans les aires de 200 000 à moins de 700 000 habitants,.

### Occupation des sols
L'occupation des sols de la commune, telle qu'elle ressort de la base de données européenne d’occupation biophysique des sols Corine Land Cover (CLC), est marquée par l'importance des territoires agricoles (78,6 % en 2018), une proportion identique à celle de 1990 (78,6 %). La répartition détaillée en 2018 est la suivante : 
terres arables (53,7 %), prairies (20 %), forêts (18,4 %), zones agricoles hétérogènes (4,9 %), zones urbanisées (3 %). L'évolution de l’occupation des sols de la commune et de ses infrastructures peut être observée sur les différentes représentations cartographiques du territoire : la carte de Cassini (XVIIIe siècle), la carte d'état-major (1820-1866) et les cartes ou photos aériennes de l'IGN pour la période actuelle (1950 à aujourd'hui).

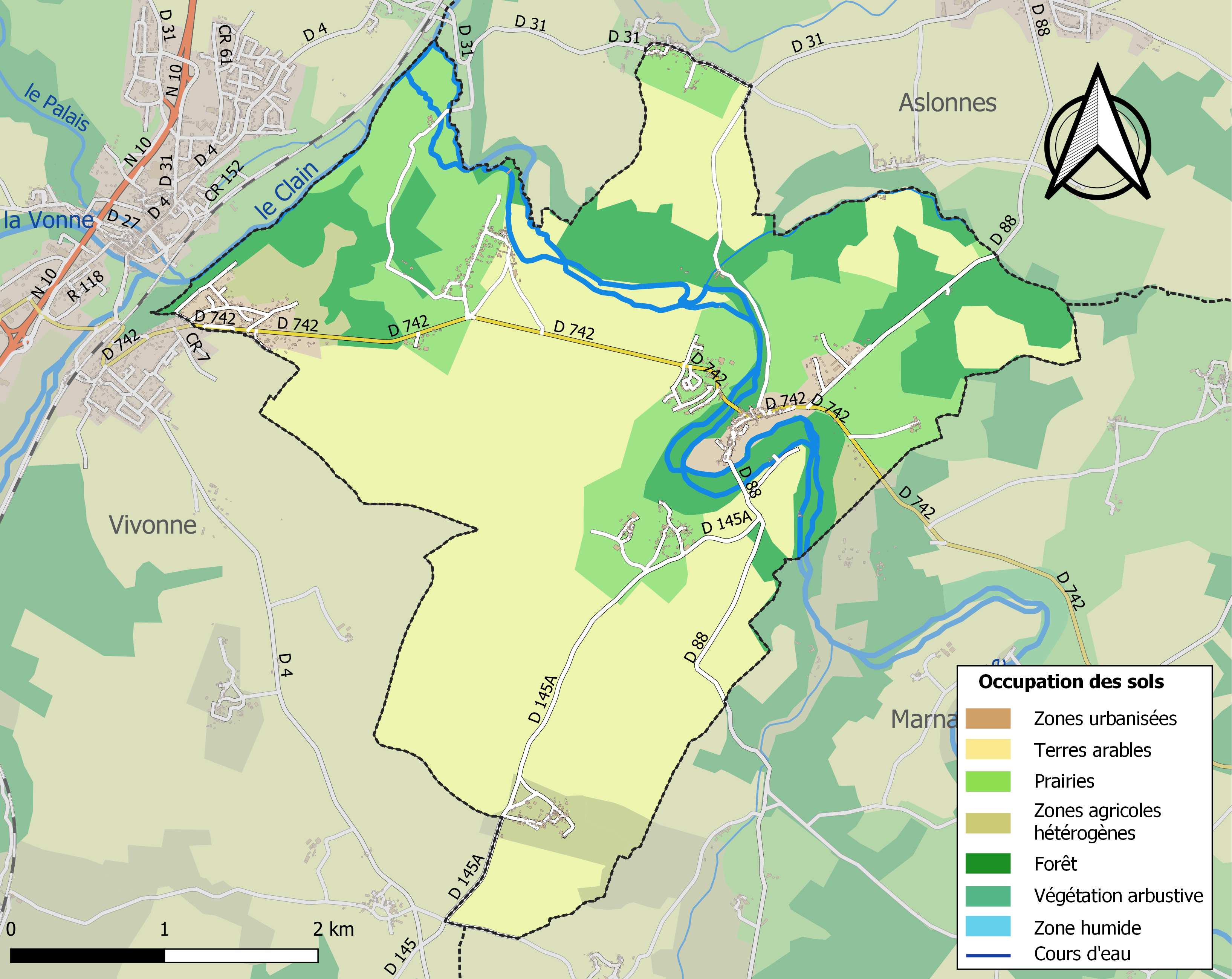
Carte des infrastructures et de l'occupation des sols de la commune en 2018 (CLC).

### Morphologie
Le bourg se présente comme un Y car il possède trois faubourgs en plus de son centre qui s’est développé autour du château : le faubourg Saint-Martial sur la route de Gençay, sur le haut du bourg ; le faubourg de la Trappe, le long de la route de Vivonne qui connait un développement urbain depuis moins d’une dizaine d’années; et un faubourg le long de la route de Champagné-Saint-Hilaire. Les maisons se sont construites le long des axes routiers : la route de Vivonne à Gençay croise la route allant à Champagné-Saint-Hilaire, donnant ainsi cette forme particulière en Y. Par ailleurs, l’extension récente de Vivonne a empiété sur le territoire communal de Château-Larcher donnant lieu à la création en bordure de ce dernier, à quelques kilomètres du village, à une urbanisation récente constituée de maisons individuelles. Enfin, historiquement, le territoire communal a été marqué par un habitat agricole de type dispersé: des hameaux constitués de quelques maison voire d’un seul foyer, pour permettre aux paysans d’être au plus près de leurs champs, des gués ou des moulins.
Les hameaux sont :
- Baptresse : Il est situé sur la route de Château-Larcher à Vivonne. On rencontre cette seigneurie dès le XIVe siècle. Baptresse est resté une paroisse indépendante de Château-Larcher jusqu’en 1803 et a possédé sa propre mairie jusqu’en 1845. Baptresse comptait en 2003, 27 foyers.
- Le Breuil : Il est situé à proximité de la forêt des Coussières et des Grands Bois Jurés. C'est en ce lieu, que se trouvait jusqu'en 1875, la métairie qui constituait l'unique moyen de subsistance des religieuses du couvent de Château-Larcher.
- La Boucarderie : Il est situé sur la limite qui sépare le territoire de Château-Larcher de celui de Marnay.
- Chambon : Il est situé après le pont de la Couture, au bout d'un petit chemin, sur la droite de la route du stade. Il y avait, autrefois, un moulin. Chambon constituait alors un ensemble de bâtiments important. Le moulin est désaffecté depuis plus de vingt ans (en 2015).
- Chatillon : Il est situé tout en bas de Baptresse. Il est constitué d'un ancien moulin qui a été rénové et qui a été transformé en maison d'habitation. Le moulin est surplombé de grottes creusées dans la roche dites les grottes de Chatillon.
- Chez Rouger : Le hameau se nommait autrefois la Rufinière du nom d'un château imposant détruit au XVIe siècle.
- Ecrouzilles : Il est situé sur un rocher. Un prieuré existait à cet endroit jusqu'au règne d'Henri II (1547-1559) où il tomba, alors en commende. L'église était dédiée à saint Jean-Baptiste. De la Révolution à 1819, Ecrouzilles fut une commune.
- Les Granges : La première indication du nom de ce hameau date de la fin du XVIe siècle.
- La Groie : C'est hameau situé en face du château d'eau, sur la route de Gençay.
- Jouarenne : Il est situé à 2 km au nord de Château-Larcher, à cheval sur la commune de Château-Larcher et celle d'Aslonnes. Il y avait autrefois un prieuré dédié à saint Hilaire. Le prieuré dépendait de l'abbaye Saint-Junien de Nouaillé-Maupertuis. Son emplacement est indiqué par une croix, à l'entrée du hameau.
- La Minazerie : Hameau situé proche de Jouarenne.
- Le Parou : Il est situé à l'entrée de Château-Larcher. Il y a eu longtemps un moulin à foulon qui a été transformé au XVIIIe siècle en moulin à tan ou à graines. Le moulin a fonctionné jusqu'au XIXe siècle.
- Le Pas de Saint Georges : Il est situé en limite du territoire de Vivonne. C'est un hameau constitué de constructions récentes.
- Le Pin : Il est situé sur la route de Château-Larcher à Vivonne. C'est une ancienne ferme.
- La Richardière : C'est une ancienne chatellenie dont le logis existe toujours. Il est situé au bout du hameau, avant le pont de la Couture.
- Rocquillon : Le hameau est situé entre Baptresse et Fontrable, en direction de Vivonne. Le hameau est composé d'un château et d'une maison de gardien qui date du XIXe siècle.
- Le Roseau : C'est une petite gentilhommière proche de Baptresse. Il y avait autrefois un moulin le long du bras principal de la Clouère.
- Thorus : Le hameau est situé le long de la Clouère, entre Château-Larcher et Baptresse. C'est une très ancienne seigneurie qui existait déjà au XIe siècle. La hameau se compose d'un ancien moulin et d'une ancienne ferme qui ont été transformés en résidences.

### Logement
En 2009, le nombre de logements étaient de 438, dont 81,5 % en résidences principales, 13,4 % en résidences secondaires ou occasionnels et 5,1% en logements vacants

### Risques majeurs
Le territoire de la commune de Château-Larcher est vulnérable à différents aléas naturels : météorologiques (tempête, orage, neige, grand froid, canicule ou sécheresse), inondations, mouvements de terrains et séisme (sismicité modérée). Il est également exposé à un risque technologique,  le transport de matières dangereuses. Un site publié par le BRGM permet d'évaluer simplement et rapidement les risques d'un bien localisé soit par son adresse soit par le numéro de sa parcelle.

#### Risques naturels
Certaines parties du territoire communal sont susceptibles d’être affectées par le risque d’inondation par débordement de cours d'eau, notamment le Clain et la Clouère. La commune a été reconnue en état de catastrophe naturelle au titre des dommages causés par les inondations et coulées de boue survenues en 1982, 1993, 1995, 1999 et 2010,.

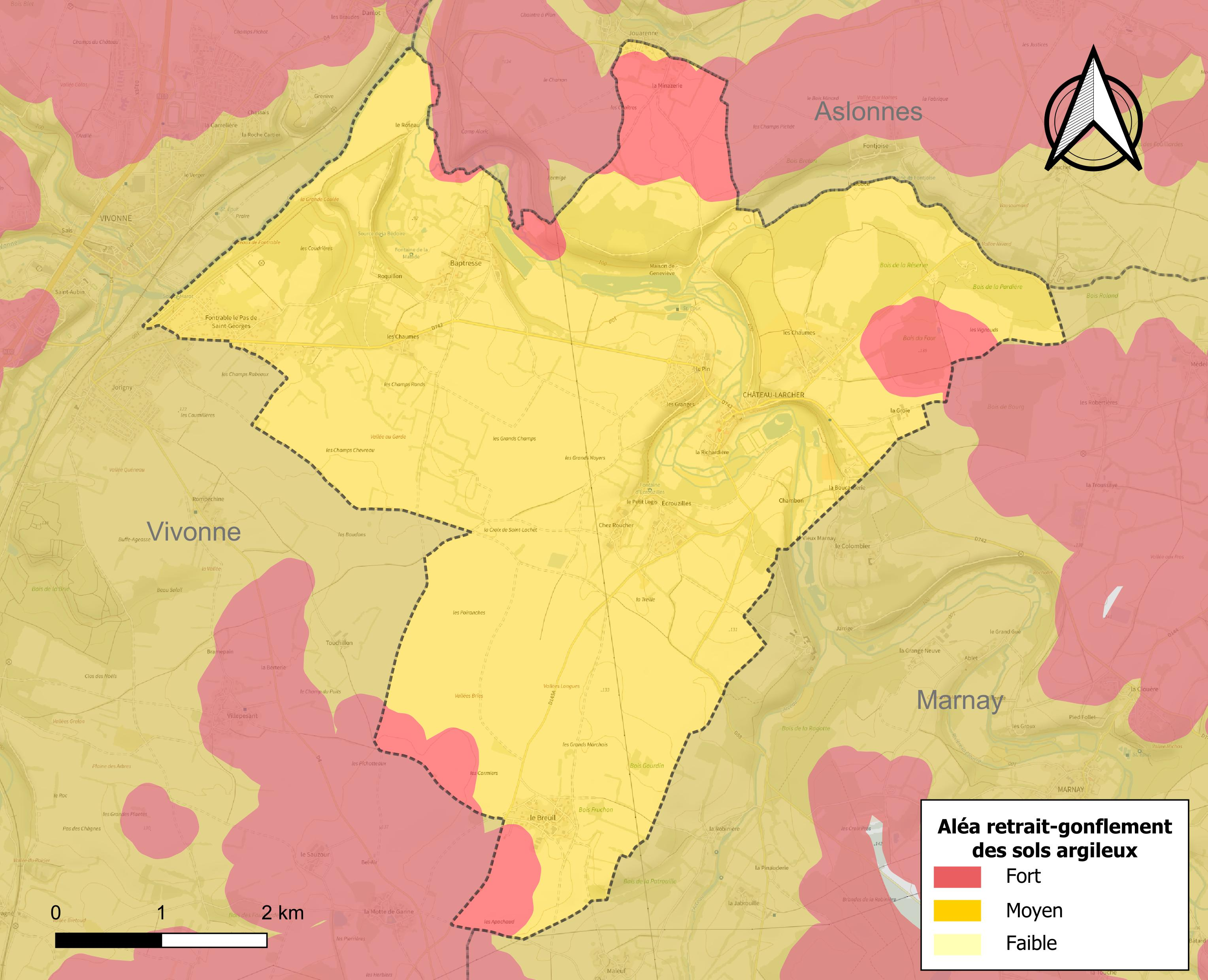
Carte des zones d'aléa retrait-gonflement des sols argileux de Château-Larcher.

Les mouvements de terrains susceptibles de se produire sur la commune sont des affaissements et effondrements liés aux cavités souterraines (hors mines) et des tassements différentiels. Afin de mieux appréhender le risque d’affaissement de terrain, un inventaire national permet de localiser les éventuelles cavités souterraines sur la commune. Le retrait-gonflement des sols argileux est susceptible d'engendrer des dommages importants aux bâtiments en cas d’alternance de périodes de sécheresse et de pluie. La totalité de la commune est en aléa moyen ou fort (79,5 % au niveau départemental et 48,5 % au niveau national). Depuis le 1er octobre 2020, en application de la loi ÉLAN, différentes contraintes s'imposent aux vendeurs, maîtres d'ouvrages ou constructeurs de biens situés dans une zone classée en aléa moyen ou fort,.
La commune a été reconnue en état de catastrophe naturelle au titre des dommages causés par la sécheresse en 2011 et 2017 et par des mouvements de terrain en 1999 et 2010.

## Toponymie
Le nom du village Château-Larcher ne s'est fixé définitivement qu'à partir du XVIIe siècle (1627). Auparavant, le village a pu prendre au moins 18 noms différents selon les époques et les textes : Chatel-Achard, Chasteau-Achard, Chastel-Acherd, Chastellarcher...
Les changements récents de nom de Château-Larcher :
- en 1789 : Le Rocher,
- en 1793 : Chateaularcher,
- en 1801 : Château-l'Archer.

## Histoire
La présence humaine sur la commune de Château-Larcher est attestée dès le quatrième millénaire avant Jésus-Christ, avec la découverte de tombes et de dolmens sur le plateau de Thorus.
Il est possible que la commune ait accueilli dans l'Antiquité un oppidum gaulois nommé Mesgonno, nom primitif de Château-Larcher attesté en 857. Toutefois, l'archéologie n'en a pas exhumé de traces.
Dans le hameau de Baptresse, a été retrouvé un autel romain du IIe siècle apr. J.-C. ainsi que des fragments de tuiles romaines.
Château-Larcher apparait au IXe siècle dans les textes sous la forme latinisée Castrum Acardi en 976, d'un nom de personne germanique (un seigneur ?) Achart. Cet acte mentionne la fondation d'un premier édifice religieux et la construction d'une première forteresse, un castrum, c'est-à-dire un chastel, dont l'existence est bien avérée. Au Xe siècle, un prieuré y est fondé. À l'époque carolingienne, Château-Larcher est occupée par une lignée puissante d'aristocrates qui possèdent des terres et une forteresse composée d'une tour, d'une chapelle et d'un moulin. Cette place forte permettait de surveiller la haute vallée du Clain, ainsi que la route d'Angoulême et de Bordeaux.
Cette importance stratégique n'échappa pas à la puissante famille voisine des Lusignan, qui y installera une garnison au cours du XIIIe siècle. Le château est alors reconstruit ; ce sont ses vestiges que l'on découvre de nos jours.
Pendant la guerre de Cent Ans, le village est aux mains des Anglais, du début du XIVe siècle jusqu'en 1372. Les constructions du village sont endommagées. En 1504, les Rochechouart de Mortemart héritent de la châtellenie qu'ils conservent jusqu'en 1686.
Durant la Révolution française, pour suivre le décret de la Convention du 25 vendémiaire an II invitant les communes ayant des noms pouvant rappeler les souvenirs de la royauté, de la féodalité ou des superstitions, à les remplacer par d'autres dénominations, la commune change de nom pour Le Rocher. Mais, dès 1793, le village reprit son ancien nom : d'abord de Châteaularcher puis de Château l'Archer en 1801.
Avec la Révolution française de 1848 et le retour de la République, un arbre de la liberté est planté. Pour le centenaire de cette révolution, un nouvel arbre de la liberté est planté à proximité du monument aux morts.

## Politique et administration

### Intercommunalité
La commune de Château-Larcher appartient à la communauté de communes des "Vallées du Clain" qui est composée de seize communes regroupant 25 000 habitants.
Depuis 2015, la commune de Château-Larcher est dans le canton de Vivonne (No 18) du département de la Vienne. Avant la réforme des départements, Château-Larcher était dans le canton No 29 de Vivonne dans la 2e circonscription.

### Liste des maires
| Période                                  | Période  | Identité         | Étiquette | Qualité |
| ---------------------------------------- | -------- | ---------------- | --------- | ------- |
| Les données manquantes sont à compléter. |          |                  |           |         |
| mars 2001                                | En cours | Francis Gargouil |           |         |

### Instances judiciaires et administratives
La commune relève du tribunal d'instance de Poitiers, du tribunal de grande instance de Poitiers, de la cour d'appel  Poitiers, du tribunal pour enfants de Poitiers, du conseil de prud'hommes de Poitiers, du tribunal de commerce de Poitiers, du tribunal administratif de Poitiers et de la cour administrative d'appel  de  Bordeaux,  du tribunal des pensions de Poitiers, du tribunal des affaires de la Sécurité sociale de la Vienne, de la cour d’assises de la Vienne.

### Labellisation
En juin 2014, le conseil municipal a donné son accord pour que la commune pose sa candidature pour obtenir le label "Petites Cités de Caractère".

## Population et société

### Démographie
L'évolution du nombre d'habitants est connue à travers les recensements de la population effectués dans la commune depuis 1793. Pour les communes de moins de 10 000 habitants, une enquête de recensement portant sur toute la population est réalisée tous les cinq ans, les populations de référence des années intermédiaires étant quant à elles estimées par interpolation ou extrapolation. Pour la commune, le premier recensement exhaustif entrant dans le cadre du nouveau dispositif a été réalisé en 2008.

En 2022, la commune comptait 1 046 habitants, en évolution de +3,56 % par rapport à 2016 (Vienne : +0,6 %, France hors Mayotte : +2,11 %).
| 1793 | 1800 | 1806 | 1821 | 1831 | 1836 | 1841 | 1846 | 1851 |
| ---- | ---- | ---- | ---- | ---- | ---- | ---- | ---- | ---- |
| 375  | 379  | 404  | 684  | 702  | 627  | 679  | 837  | 839  |

| 1856 | 1861 | 1866 | 1872 | 1876 | 1881 | 1886 | 1891 | 1896 |
| ---- | ---- | ---- | ---- | ---- | ---- | ---- | ---- | ---- |
| 818  | 847  | 726  | 683  | 651  | 699  | 701  | 669  | 656  |

| 1901 | 1906 | 1911 | 1921 | 1926 | 1931 | 1936 | 1946 | 1954 |
| ---- | ---- | ---- | ---- | ---- | ---- | ---- | ---- | ---- |
| 637  | 632  | 629  | 578  | 563  | 550  | 526  | 489  | 460  |

| 1962 | 1968 | 1975 | 1982 | 1990 | 1999 | 2006 | 2008 | 2013 |
| ---- | ---- | ---- | ---- | ---- | ---- | ---- | ---- | ---- |
| 467  | 450  | 536  | 709  | 820  | 818  | 906  | 929  | 994  |

| 2018  | 2022  | - | - | - | - | - | - | - |
| ----- | ----- | - | - | - | - | - | - | - |
| 1 039 | 1 046 | - | - | - | - | - | - | - |

La commune est  pour, sa population, au 10 142e rang au niveau national, 410e rang sur la région Poitou-Charentes et 98e rang sur le département de la Vienne.	
La population se répartit géographiquement entre le bourg lui-même, sept hameaux significatifs, quinze lieux-dits et une partie de l'agglomération de Vivonne en pleine expansion.
Les dernières statistiques démographiques pour la commune de Château-Larcher ont été fixées en 2009 et publiées en 2012. Il ressort que la mairie administre une population totale de 964. À cela il faut soustraire les résidences secondaires (30 personnes) pour constater que la population permanente sur le territoire de la commune est de 934.
La répartition de la population de Château-Larcher par sexe est la suivante en 2007 (INSEE):
Le nombre d'hommes habitant la commune était de 462.
Le nombre de femmes habitant la commune était de 455.
L'évolution des naissances et décès de 1968 à 2007 est la suivante (INSEE) :
Entre 1999 et 2007 : 106 naissances et 44 décès.
Entre 1990 et 1999 : 64 naissances et 52 décès.
Entre 1982 et 1990 : 89 naissances et 50 décès.
Entre 1975 et 1982 : 61 naissances et 35 décès.
Entre 1968 et 1975 : 43 naissances et 51 décès.
L'évolution des naissances et des décès, chaque année depuis 2000 (INSEE) :
2000 : 13 naissance et 4 décès
2001 : 11 naissance et 5 décès
2002 : 10 naissance et 11 décès
2003 : 18 naissance et 4 décès
2004 : 10 naissance et 8 décès
2005 : 17 naissance et 5 décès
2006 : 12 naissance et 3 décès
2007 : 9 naissance et 5 décès
2008 : 14 naissance et 4 décès
2009 : 12 naissance et 4 décès
2012 : 17 naissances et 4 décès
2013 : 20 naissances et 5 décès.
La répartition de la population de Château-Larcher par âge en 1999  et en 2007 (INSEE) :
De 0 à 14 ans : 195 habitants (153 en 1999)
De 15 à 29 ans : 148 habitants (168 en 1999)
De 30 à 44 ans : 217 habitants (191 en 1999)
De 45 à 59 ans : 203 habitants (164 en 1999)
De 60 à 74 ans : 110 habitants (94 en 1999)
De 75 ans ou plus : 44 habitants (47 en 1999)
La répartition de la population de la commune par âge et par sexe en 2007 est la suivante (INSEE):
De 0 à 19 ans : hommes 115 et femmes 123.
De 20 à 64 ans : hommes 295 et femmes 279.
De 65 ans et plus : hommes 52 et femmes 53.
La répartition des  régimes matrimoniaux en 2008 est la suivante (INSEE) :
Marié : 415
Célibataires : 247
Veuf : 32
Divorcé : 38
En 2008, la densité de population de la commune était de 61 hab./km2, 61 hab./km2 pour le département, 68 hab./km2 pour la région Poitou-Charentes et 115 hab./km2 pour la France.

### Enseignement
La commune de Château-Larcher dépend de l'académie de Poitiers (rectorat de Poitiers) et son école primaire publique Gaston-Habrioux (maternelle et élémentaire) dépend de l'inspection académique de la Vienne. Elle accueille une centaine d'élèves.

### Vie associative
Château-Larcher a une vie associative importante. Plusieurs associations sociales, sportives ou culturelle animent la vie du village :
- Le club des anciens
  - Office du tourisme
  - APE - parents des élèves "Les Marcassous"
  - ACCA (chasseurs)
  - UNC - AFN - Soldat de France
  - Les Amis du Patrimoine
  - ECLA. L'association a vu le jour en septembre 2003 dans le but d'animer et de dynamiser le village. Elle est composée de deux pôles différents, le premier baptisé pôle "Ateliers" accueille diverses activités telles que de la danse modern' jazz et le second, baptisé pôle "Manifestations" joue un rôle de comité des fêtes.
  - Théâtre Arscène

### Sports
- L'association l'Étoile Sportive de Château-Larcher fédère les amateurs et pratiquants du football et l'Entente Sportive Vivonne-Château (ESVC) reçoit et forme plus de 100 enfants au football chaque année.
- L'association Les Fléches de Larcher, créée en 2013, regroupe les amateurs de courses à pied.

## Économie
Nombre d'établissements actifs au 31 décembre 2010 (INSEE) : 45
Part de l'agriculture : 28,9 %
Part de l'industrie : 11,1 %
Part de la construction : 15,6 %
Part du commerce, transports et services divers : 31,1 %
Part de l'administration publique, enseignement, santé et action sociale : 13,3 %

### L'agriculture
Selon la Direction régionale de l'Alimentation, de l'Agriculture et de la Forêt de Poitou-Charentes, il n'y a plus que 17 exploitations agricoles en 2010 contre 21 en 2000.
Les surfaces agricoles utilisées ont passé de 923 hectares à 698 hectares; 40 % sont destinées à la culture des céréales (blé tendre et maïs), 28 % pour le fourrage, 19 % pour les oléagineux (colza) et 9 % reste en herbes.
Cinq exploitations en 2010 (contre sept en 2000) abritent un élevage de bovins (385 têtes en 2010 contre 425 têtes en 2000), d'ovins (187 têtes contre 305 têtes) et de volailles (381 têtes contre 506 têtes).
La transformation de la production agricole est de qualité et permet aux exploitants d’avoir droit, sous conditions, aux appellations et labels suivants :
- Chabichou du Poitou (AOC)
- Beurre Charente-Poitou (AOC)
- Beurre des Charente (AOC)
- Beurre des Deux-Sèvres (AOC)
- Veau du Limousin (IGP)
- Agneau du Poitou-Charentes (IGP)
- Jambon de Bayonne (IGP)

La commune accueille sur son territoire, un élevage de faisans et de perdreaux destinés aux sociétés de chasse du département (30 000 têtes).

### Industrie
Il existe une scierie sur le territoire de la commune.

### Tourisme
Le tourisme, en plus de l'activité agricole est une source de revenus grâce :
- à un étang de pêche de 2,2 hectares autour duquel ont été aménagés une aire de pique-nique, une aire pour les camping-cars, et un camping qui a été rénové en 2001 et 2003 pour en améliorer l'accueil.
- à l'organisation depuis 2003, chaque année, le 3e dimanche de septembre d'une fête médiévale. Depuis 2009, cette fête commence dès le samedi et dure un jour et demi. Selon les organisateurs, plus de 18 000 visiteurs l'ont fréquentée en 2011.

### Commerce
Les activités commerciales sont en 2013 très limitées. Il ne reste plus qu'un coiffeur et une auberge. La boulangerie a dû fermer en 2001.

### Emploi
Les demandeurs d’emploi (INSEE) en fin de mois qui sont de catégories A (personnes sans emploi et recherchant activement un emploi), B (personnes recherchant un emploi et ayant exercé une activité de 78h ou moins au cours du mois), ou C (personnes recherchant un emploi et ayant exercé une activité de plus de 78h au cours du mois) au 31 décembre 2010, sont au nombre de 46 (39 en 2009 et 50 au 31 décembre 2011):
- moins de 25 ans : 10 en 2009 et 9 en 2010
- de 25 ans à 49 ans : 23 en 2009 et 30 en 2010
- de 50 ans et plus : 9 en 2009 et 7 en 2010

Les demandeurs d’emploi (INSEE) en fin de mois de catégories ABC au 31 décembre 2010,de 25 à 49 ans sont :
- hommes : 12 en 2009 et 14 en 2010
- femmes : 11 en 2009 et 16 en 2010

Taux d'activité des 15 à 64 ans en 2009 (INSEE) : 76,5 %
Taux de chômage des 15 à 64 ans en 2009 (INSEE) : 4,8 %

## Culture locale et patrimoine

### Lieux et monuments

#### Patrimoine religieux

##### L'église Notre-Dame-et Saint-Cyprien
L'église Notre-Dame-et Saint-Cyprien date du XIIe siècle. Elle faisait partie intégrante de la fortification, comme en témoigne la tour du XIVe siècle qui masque en partie la façade. La façade occidentale possède un portail que précède un court perron. Le portail est surmonté d'une fenêtre et d'un pignon obtus. Ses trois voussures sont richement décorées et tombent sur trois paires de colonnes surmontées de chapiteaux. Celle du centre est ornée d'une suite de quadrupèdes assis (cochons ? sangliers ?) qui se font face deux par deux. Des animaux fantastiques figurent sur les chapiteaux des colonnettes (griffons, oiseaux dont les queues se terminent en tête de serpent). Les scoties des bases des colonnettes sont décorées de boules et d'étoiles. Enfin, le portail est surmonté d'une corniche composée de modillons, de métopes et de bas reliefs de style archaïque. Ces derniers pourraient représenter des lions. Il faut, aussi, remarquer parmi ce décor, les deux bucranes directement inspirés des modèles antiques.
L'église est construite en moyen appareil calcaire sauf la façade, du moins la partie qui est sous la corniche, qui est en appareil losangé.
À l'intérieur, un mur droit fut construit au fond de l'édifice au XVIIe siècle à la suite de la destruction du chœur résultant de l'effondrement du clocher en 1668. La nef est courte. Elle possède deux travées aux arcs brisés. Ses chapiteaux sont sobres.
L'église abrite un grand retable baroque du XVIIe siècle à cinq panneaux sculptés. De chaque côté du retable, deux bas reliefs en terre cuite du XVIe siècle représentent d'une part un saint évêque et un religieux agenouillé (ou René de Rochechouart, seigneur de Château-Larcher de 1568 à 1587 avec ses fils et l'évêque saint René d'Angers) et d'autre part une apparition de Christ à Saint Pierre après la Résurrection. Elle est classée Monument Historique depuis 1910 pour sa tour.
La chaire de l'église est monumentale : elle mesure 5,6 m de haut. Elle a été sculptée par les moines cisterciens de l'abbaye de Chatelliers, vers Saint-Maixent. Elle est en bois et elle date du XVIIIe siècle, mais n'a été installée dans l'église que vers 1874. 
Elle est fixée sur un des piliers nord de la croisée du transept. Un escalier qui tourne autour du pilier, de dix marches, muni d'une petite porte, monte à la cuve de forme hexagonale. Ses panneaux représentent les principaux mystères de la vie de la Vierge :
- La Nativité. Ce panneau située sur la cuve est le plus proche de l'escalier. Il est légèrement mutilé. Il représente Marie et Joseph penchés sur l'Enfant Jésus.
- L'Immaculée Conception est représentée sur le deuxième panneau de la cuve. La Vierge est représentée debout, les mains jointes. Au-dessus de sa tête, à gauche, le soleil et à droite la lune, sont sculptés. La tradition iconographique se référant à la Femme de l'Apocalypse (Ap12,1) représente l'Immaculée Conception enveloppée de soleil avec la lune sous ses pieds. Cette iconographie très utilisée à partir de la Contre Réforme, est ici suggérée par la présence des deux astres.
- L’Assomption de la Vierge est représentée sur le troisième panneau. Vers la fin du XIIIe siècle, le thème de la Résurrection de la Vierge disparait au profit de son Assomption. L'Assomption est passive. Marie est enlevée au paradis par les anges (ici seulement les têtes sont représentées) au contraire de l' Ascension du Christ, active, lequel monte au Ciel par ses propres moyens.
- La Purification de la Vierge.  Toute femme relevant des couches était considérée comme impure pendant 40 jours. Elle devait, passé ce délai, se rendre au temple avec son enfant pour le présenter aux prêtres et recevoir leur bénédiction. Ainsi, on voit sur le panneau, la cuve pour les ablutions purificatrices ainsi que le Temple de Jérusalem qui est symbolisé par trois colonnes et une architrave.
- L’Annonciation. Ce panneau reprend l'iconographie classique : l'archange Gabriel, messager des cieux, s'adresse à Marie en méditation sur la bible. Marie est agenouillée. L'archange tend sa main droite en levant l'index et tend normalement de sa main gauche un phylactère sur les volutes duquel est inscrit le texte même de son message "Ave Maria" ou une branche de lys qui symbolise la virginité de Marie. Ici, le sculpteur a préféré sculpter un instrument de musique pour traduire la joie de la bonne nouvelle. Au-dessus de la Vierge, la colombe du Saint-Esprit diffuse une lumière divine.
- Le cœur de Marie est sculpté sur le dernier panneau de la cuve, en partie caché par le pilier. Au XVIIe siècle, un prêtre, Jean-Eudes (1601-1680) élabore les éléments d'un culte en l'honneur de la Vierge Marie. Pour les théoriciens de la contre-réforme catholique, le croyant vient au Christ à travers Marie, comme le Christ est venu à travers elle pour sauver les hommes. Le culte du Cœur Immaculé de Marie se développe à partir des années 1650.

À ces panneaux se rajoutent les représentations suivantes :
- Le Bon Pasteur sur le panneau reliant la cuve au dais.
- La colombe au plafond de l'abat-voix. Ce dernier est très richement décoré. La colombe représente selon une iconographie classique dans le monde chrétien, l'action de l'Esprit Saint.

Le coq du clocher de l'église mesure 0,56 m de la queue à la pointe du bec pour une hauteur de 0,26 m. Il est d'aspect très fusiforme. Il a été restauré en 1972. Il daterait de la reconstruction du clocher à la suite des dommages causés par la foudre tombée en 1760. La croix qui supporte le coq a été forgée en 1802.
La cloche de l'église date de 1877. Elle a été fondue par les ateliers M. Martin de Nancy.
Liste des curés de l'église Notre-Dame-et-Saint-Cyprien :
- de 1800 à 1801 : J. P. Audios, aumônier des Incurables (actuellement hôpital Pasteur)
- de 1803 à 1804 : M. Delaunay
- de 1804 à 1817 : M. Philippon
- de 1818 à 1820 : M. Dutin
- de 1821 à 1847 : M. Fontaine, mort à Château- Larcher le 18 juin 1847 à l'âge de 56 ans.
- de 1847 à 1848 : M. Monglon, mort à Château- Larcher  le 14 mars 1848 à l'âge de 39 ans.
- de 1848 à 1851 : M. Michel
- de 1851 à 1869 : M. Bertrand
- de 1869 à 1876 : M. Drochon
- de 1876 à 1878 : M. Masson
- de 1878 à 1887 : M. Chefdevergne, mort à Château- Larcher en 1918
- de 1887 à 1899 : M. Auprêtre
- de 1899 à 1902 : M. Lucas
- de 1902 à 1917 : M. Baty
- de 1918 à 1964 : M. Fourvel

##### La lanterne des morts
La lanterne des morts de Château-Larcher se dresse dans le cimetière. Elle date du début du XIIIe siècle. Elle est classée Monument Historique depuis 1840.

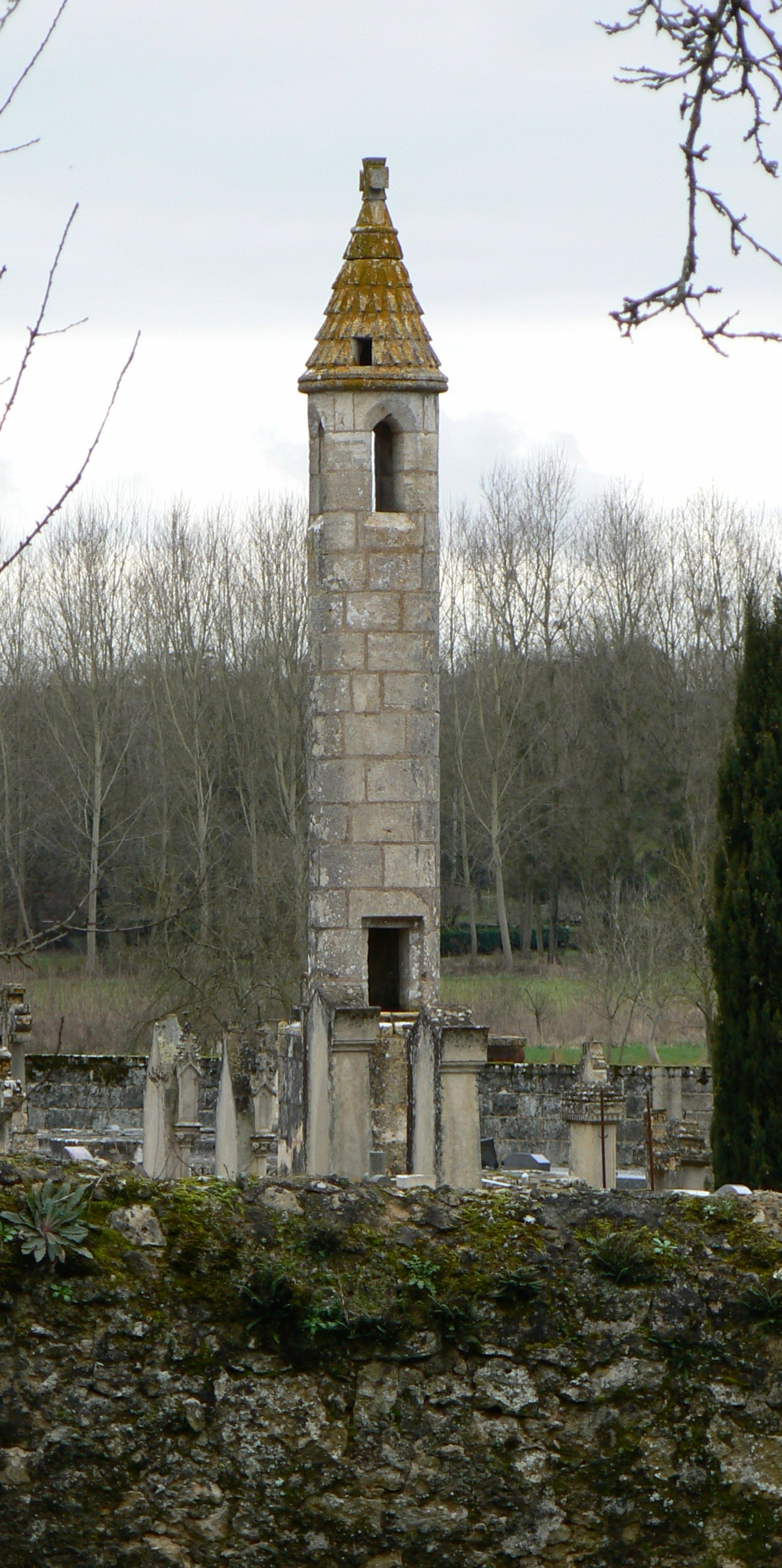
La lanterne des morts.

##### L'ancienne église paroissiale
L'ancienne église paroissiale, désaffectée depuis le XVIIe siècle, se situe à l'extrémité sud-est du cimetière actuel. Aujourd'hui, elle est transformée en écurie ; toutefois, il est toujours possible de voir son portail occidental, ainsi qu'une fenêtre légèrement désaxée, au-dessus. Ces deux ouvertures en plein cintre sont murées. Des fouilles pourraient confirmer si c'est bien à cet emplacement que fut bâtie la première chapelle de Château-Larcher, dédiée à Notre-Dame, en 857.

##### La chapelle de Baptresse
La chapelle est une petite basilique surmontée d'une croix de Malte. Elle a été probablement fondée au IVe siècle, après la mort de Maxence. Elle atteste l'ancienneté de l'occupation religieuse du site, et un autel gallo-romain du IIe siècle y a été retrouvé. L'autel a été déposé au musée Sainte-Croix de Poitiers.
Détruite par les protestants pendant les guerres de Religion, cette chapelle a été reconstruite peu après. Sa simplicité architecturale révèle la relative modestie de cette ancienne paroisse, ainsi que la crainte des invasions et des pillages. La charpente a été plusieurs fois incendiée.
De nouveaux vitraux ont été installés en 2013. Ils ont été réalisés par G. Levert.

##### L'ancien presbytère de Baptresse
Ensemble bâti dénommé la Bégasserie situé presque en face de la chapelle datant du XVe qui servit de métairie au bénéfice de l’abbaye de Saint-Cyprien et de presbytère des curés de Baptresse. Vendu comme bien national à la Révolution, le sieur Jean-Baptiste Desbois (notaire puis Juge de paix de Vivonne) fera ériger l’actuelle Maison de maître dans laquelle le fils J-B. Alexis Desbois y installa son étude notariale (1819-1860). Le logis servit de maison commune de Baptresse jusqu’en 1845. Labellisé Fondation du patrimoine en 2019.

##### Lacroix hosannièrede Baptresse
La croix tire son nom de l’hébreu Hosanna, premier mot d'un hymne qui était chanté le jour des Rameaux. Par tradition, les villageois se rendaient en procession ce jour-là jusqu'au cimetière. Une fois la procession arrivée au pied de ce calvaire, les paroissiens, ensemble, chantaient l'Hosanna.

##### Les autres types de croix (croix de carrefour...)
- La croix Saint-Martial (1875),
- La croix de Jouarenne,
- La croix du Breuil (1928),
- La croix sur les Chaumes (1938),
- La croix Pichon (1845),
- La croix de mission du Parou (1923),
- La croix du XIXe siècle de Baptresse, à l'entrée du hameau. La croix d'origine se trouve depuis 1830 dans la chapelle,
- La croix de Baptresse située près du monument aux morts (1951),
- La croix à la Brune (1875).

#### Patrimoine civil

##### Le château

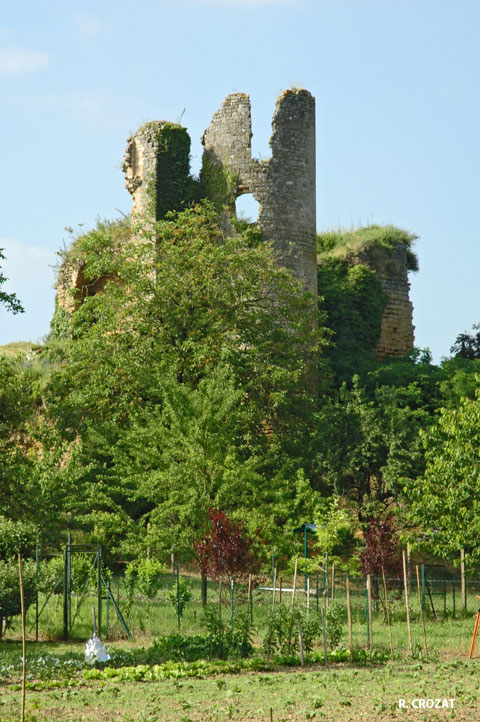
Le château.

Il ne reste que des ruines du château.
La première mention d'une place forte date de 888 ; de cette place forte carolingienne, il ne reste, de nos jours, aucun vestige.
Le domaine devint propriété du domaine royal sous Saint Louis, lorsque celui-ci eut confisqué la forteresse à Hugues X de Lusignan, comte de la Marche et d'Angoulême, qui s'était rebellé contre le roi de France. Le roi fit raser le château en représailles de la révolte contre sa mère Blanche de Castille et du ralliement de cette famille du Poitou aux Anglais avant la bataille de Taillebourg en 1242.
Reconstruit, le château subit de nouveaux dommages pendant la guerre de Cent Ans.
À peine relevé, il fut dévasté par deux fois par les protestants pendant les guerres de Religion.
Rebâti par les Rochechouart qui l'occupèrent de 1504 à 1638, il fut ensuite abandonné, la famille étant appelée à la cour et préférant d'autres demeures plus au goût du jour.
Pendant la Révolution, comme de nombreux autres châteaux en France, il servit de carrière de pierre, notamment pour les habitants du village.
Toutefois, quelques éléments remarquables sont encore visibles de nos jours, comme le castelet d'entrée avec sa porte encadrée par deux grosses tours, sa terrasse qu'occupent encore quelques habitations dans les anciennes écuries et logements des domestiques, le donjon et une ancienne tour séparés du reste du château par des douves intérieures et un pont-levis aujourd'hui en pierres (pont dormant).
Le donjon est de forme pentagonale. Il est construit sur un éperon rocheux et devait être élevé afin de surveiller les environs. Il fut construit au XIIIe siècle. Il était desservi par un pont-levis.
Les deux tours du castelet d'entrée étaient couronnées de créneaux et de merlons. Le castelet a été reconstruit au XIVe siècle. Il possédait, alors, une herse et un pont-levis qui prouve l'existence de douves sèches qui ont été comblées au cours des âges par du remblai provenant de la destruction de la muraille.
Les tours du châtelet d'entrée ont été classées monument Historique en 1912, le château et le donjon inscrits comme monuments Historiques en 1927.
La capitainerie du château est un bâtiment qui a été construit entre le XIVe et le XVe siècle ; il a conservé sa toiture en tuile plate du Poitou. Le château propriété de la commune depuis 1997, abrite de nos jours l'office du tourisme.

##### La tour Mangin
La tour Mangin est située au centre du bourg. Ses fondations dateraient du Xe siècle. Elle portait le nom de Metgon, puis progressivement le nom est devenu Tour-à-Mesguen pour enfin prendre aujourd'hui le nom de Mangin. La forme actuelle date du XVe siècle. Elle est haute de 13,30 mètres. Elle possède trois niveaux. Elle est percée de nombreux postes de tir : archères, canonnières.

##### Les dolmens
Ils sont situés à 2 km du bourg, sur le plateau de Thorus. En 1838, on dénombrait encore six dolmens. Les fouilles menées en 1911 ont permis de mettre au jour des ossements humains, des flèches en silex, un poignard, une hache et des bijoux.
Les deux dolmens d'Arlait sont inscrits comme monument historique, l'un depuis 1975 et l'autre depuis 1977. Ils datent de - 3500 av. J.-C.

##### Le manoir
Il est inscrit comme monument historique depuis 1973 pour sa chapelle et sa toiture.
Le manoir est en fait un hospice. Il a été construit en 1784 par l'abbé Gaspar de Cressac. Il est doté d'une belle toiture d'ardoise à la Mansart. Sa fonction d'hospice a duré jusqu'en 1962; des religieuses accueillaient et soignaient les pauvres et les malades de la région.
Le bâtiment a été restauré en 1994 par la commune; de nos jours, il abrite des logements locatifs.
Une chapelle a été rajoutée en 1785. Elle fut pillée en 1792 et puis elle fut transformée en écurie en 1794. Après la période révolutionnaire, elle retrouva sa fonction religieuse.

#### Patrimoine naturel
Trois espaces naturels de la commune ont un intérêt écologique reconnu, et sont ainsi classés en tant que espaces naturels sensibles (ENS ):
- Les Chaumes de Thorus ;
- Le Moulin de Chambon ;
- Le Val de Clouère.

##### Le plateau de Thorus
C'est un site classé zone naturelle d'intérêt écologique, faunistique et floristique(ZNIEFF). Le plateau représente 4 % de la surface de la commune.
Les sols du plateau sont des groies peu profondes, riches en cailloux calcaires, à faible réserve en eau. Ces terres sont très sélectives pour la végétation. En effet, notamment l'été lorsque la pluie est rare, la végétation présente un aspect maigre et rabougri. Compte tenu de ces conditions particulière, une végétation très originale a pu se développer, composée de buissons de genévrier, de spirées, de chênes pubescents. Cette zone présente un intérêt biologique et botanique remarquable, dont témoignent notamment neuf espèces végétales qui participent à la richesse du patrimoine végétal du département de la Vienne :
- Le bugle de Genève ;
- la campanule à petites fleurs ;
- la capillaire de Vénus ;
- la corydale à bulbe plein ;
- le géranium sanguin est une plante à affinité méridionale qu'il est très surprenant de rencontrer sous un climat océanique tempéré ;
- l'hélianthème à feuilles de saule (famille des hélianthème) ;
- la sabline des chaumes : cette espèce de sabline, endémique en France, qui bénéficie à ce titre d'une protection officielle au niveau national, est très rare dans le Poitou. On ne la retrouve, en effet, que dans deux autres localités du département de la Vienne, notamment autour de Lussac-les-Châteaux ;
- le spirée d'Espagne : c'est un buisson originaire des steppes asiatiques et on ne le trouve, dans le département de la Vienne, que sur le plateau de Thorus ;
- la véronique prostrée.

##### arbres remarquables
Selon l'Inventaire des arbres remarquables de Poitou-Charentes, il y a trois arbres remarquables sur la commune qui sont un pin Douglas au monument aux morts, un cyprès de Lawson au lieu-dit Montchoix, un noyer commun sur le plateau de Thorus. Un châtaignier commun d'environ 400 ans se situe au lieu-dit Baptresse.

### Personnalités liées à la commune
Thierry Prungnaud, né en 1956 à Poitiers, fut membre du GIGN. Il participe à l'assaut contre les preneurs d'otages du vol 8969 Air France à Marignane en 1994.